# Spinimegopis huai
Spinimegopis huai là một loài bọ cánh cứng trong họ Cerambycidae.